# Pasaporte de Arabia Saudita
El Pasaporte de Arabia Saudita (en árabe: جواز السفر السعودي‎) es un documento emitido a ciudadanos de Arabia Saudita para viajes internacionales. Es válido por 5 o 10 años .

## Procedimientos de expedición de pasaportes
El solicitante debe completar un formulario en línea por primera vez. En el caso de la renovación del pasaporte, no se requiere que el solicitante complete el formulario donde el pasaporte se puede renovar con unos pocos pasos en línea a través de la plataforma en línea de ￼￼Absher￼￼. Un solicitante debe tener una identificación gubernamental válida para poder emitir el pasaporte. La foto del pasaporte debe tomarse mientras el solicitante está vestido de saudí, a unless they are underage and haven't got a Government ID card.   La foto debe tener un tamaño de 4 x 6 . El solicitante debe completar el formulario en árabe e inglés .
En 2017, se introdujo una nueva opción de emisión de pasaportes, la nueva opción ofrece una validez de diez años. 
Todos los procedimientos se llevan a cabo electrónicamente a través de la plataforma Absher. Esta plataforma permite a los solicitantes solicitar un nuevo pasaporte o renovación de pasaporte sin el requisito de asistencia en persona.

## Traducción
El pasaporte de Arabia Saudita tiene la siguiente redacción en su portada: 
"المملكة العربية السعودية" "Reino de Arabia Saudita" 
"عضو جامعة الدول العربية" "Miembro de la Liga Árabe " (a diferencia del resto del pasaporte, no está traducido a ningún otro idioma) 
"جواز سفر" "Pasaporte" 

## Página de datos
- Imagen de un pasaporte
- Tipo de pasaporte en inglés
- Código nacional: SAU
- Número de pasaporte en números hindúes-árabes
- Nombre del titular del pasaporte en inglés
- Fecha de nacimiento según el calendario islámico y según el calendario gregoriano
- Género: masculino o femenino
- Fecha de emisión tanto en el calendario islámico como en el calendario occidental
- Caducidad tanto en el calendario islámico como en el calendario occidental, se basa en el calendario islámico.
- Lugar de emisión, autoridad emisora y fecha de emisión tanto en el calendario islámico como en el calendario occidental
- Toda la información se guarda en los sistemas del Ministerio del Interior .

## Nota de pasaporte
Árabe: "باسم ملك المملكة العربية السعودية أطلب من موظفي المملكة المدنيين والعسكريين وممثليها في الخارج ومن كل سلطة أخرى تعمل باسمها ومن السلطات المختصة في الدول الصديقة أن يسمحوا لحامل هذا الجواز بحرية المرور وأن يقدموا له المساعدة والرعاية
Español: "EN EL NOMBRE DEL REY, DEL REINO DE ARABIA SAUDITA, SOLICITO Y REQUIERO A TODOS A QUIÉN PUEDA INTERESAR, PERMITIR QUE EL PORTADOR PASE LIBREMENTE SIN DEJAR O HINDRANCE Y OFRECER AL PORTADOR TAL ASISTENCIA Y PROTECCIÓN COMO PUEDA SER NECESARIO"

## Requisitos de visa

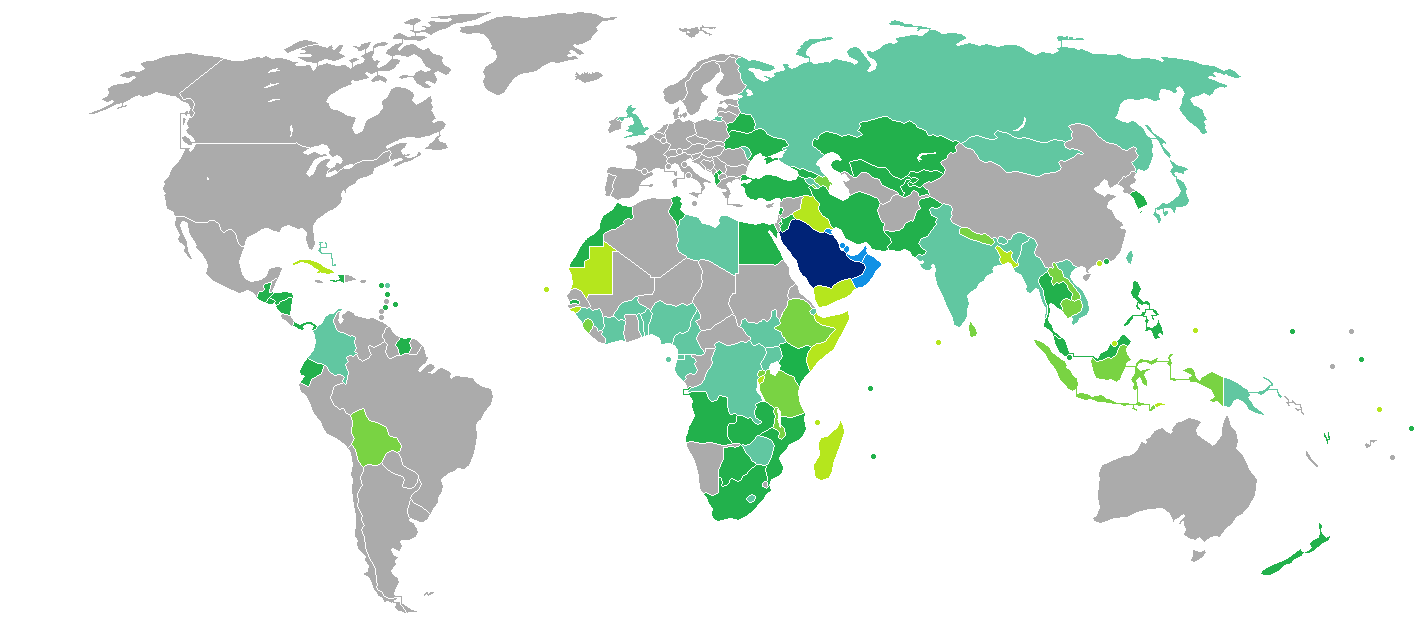
Países y territorios con visado libre o visa a la llegada para titulares de pasaportes saudíes regulares.

A partir de agosto de 2018, los ciudadanos saudíes tenían acceso sin visa o con visa a la llegada a 75 países y territorios, clasificando el pasaporte saudita en el puesto 67 en términos de libertad de viaje según el Índice de pasaportes de Henley . Los ciudadanos sauditas no necesitan una visa para ingresar a otros estados del CCG y residir permanentemente. En junio de 2017, Arabia Saudita suspendió las relaciones diplomáticas con Catar, que es uno de los países del CCG, y como resultado, los ciudadanos sauditas tienen prohibido viajar al país vecino.

## Países prohibidos
- Tailandia, permitida solo para hombres de negocios con una autorización de la Cámara de Comercio e Industria, debido al "asunto Blue Diamond"
- Israel
- Irán, tras la ruptura de las relaciones entre Arabia Saudita e Irán en enero de 2016[4]
- También países que están en estado de guerra, como Siria y Afganistán.
- Catar, a partir del 5 de junio de 2017[5]